# Árbol de la libertad

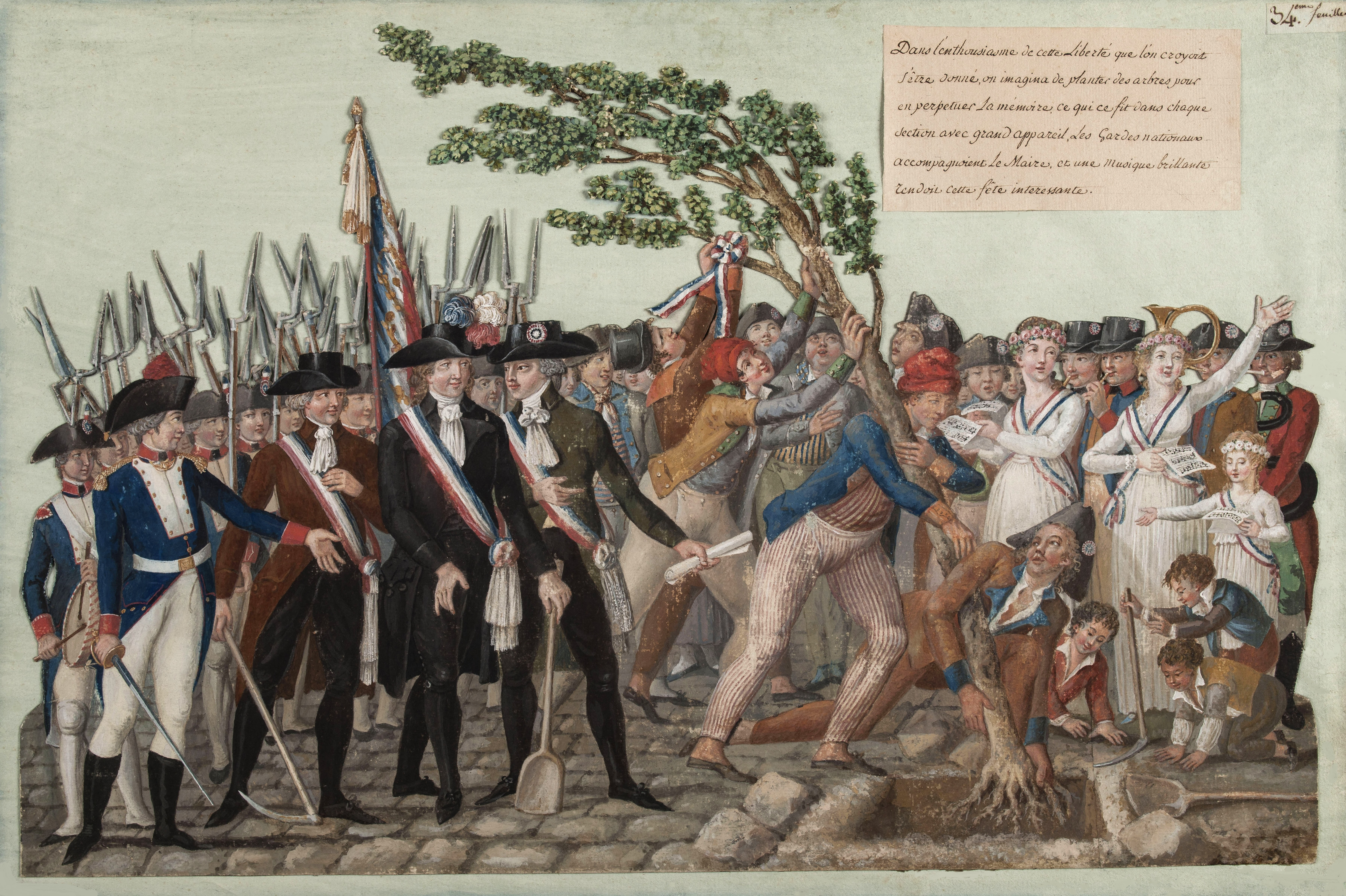
Plantación de un árbol de la libertad durante la Revolución Francesa

Se llama árbol de la libertad a los árboles que se plantaron en Francia como recuerdo de la Revolución Francesa. 
En la época de la primera revolución francesa en 1790, y por imitación de lo que algunos años antes se había hecho en América, a consecuencia de la guerra de la independencia, se introdujo el uso de plantar en ciertos distritos comunales, generalmente en los parajes más frecuentados, en los más aparentes por su localidad, un arbolito que debía crecer con las nuevas instituciones a que estaba destinado. Se plantaron bajo esta denominación genérica para recordar su establecimiento a las generaciones futuras, herederas de los beneficios de que el movimiento de 1789 debía dotar a Francia. En las grandes ciudades, cada plaza pública debía necesariamente tener su árbol de la libertad y muchos de ellos maduraron con el régimen que los había visto plantar. Bajo el consulado y el imperio ya no se hacía mérito de esta circunstancia. En 1830 los franceses se abstuvieron de hacer plantaciones de ninguna especie.
Los belgas también plantaron sus árboles para recordar a las generaciones más remotas sus inmortales jornadas que se podían ver en las plazas de Bruselas.